# Ju Maranhão
Juliana Pereira de Figueiredo Gomes (Carolina, 3 de maio de 1986) é voleibolista indoor brasileira com trajetória em clubes do cenário nacional e internacional, e também serviu a Seleção Brasileira de Voleibol Feminino na categoria infanto-juvenil em 2003 e conquistou a medalha de bronze no Campeonato Mundial realizado na Polônia.Em clubes conquistou a medalha de prata no Campeonato Mundial em Doha no ano de 2010.

## Carreira
Esta maranhense começou a praticar voleibol com apenas 8 anos de idade. Aos 13 anos, mudou-se para Tocantins para jogar vôlei e em 2002, passou em uma peneira em São Paulo e permaneceu por sete anos.
Sua projeção profissional deu-se:  Ecus/Suzano na temporada 2002-03, renovando com o mesmo clube na temporada seguinte, e  disputou sua primeira Superliga Brasileira A 2003-04 terminando na nona posição não se classificando para a fase de playoffs.
Em 2003 foi convocada pela Seleção Brasileira para atuar na equipe das categorias de base, ou seja, categoria infanto-juvenil, para disputar o Campeonato Mundial sediado em Pila-Polônia, ocasião que conquistou a medalha de bronze.
Na temporada 2004-05 passou a defender o Oi/Macaé  e disputou  a Superliga Brasileira A nesta temporada terminou apenas na nona colocação e na edição  seguinte chegou as finais da Superliga, terminando na terceira posição.
Ju foi contratada pelo Pinheiros/Blue Life
e defendendo-o na Superliga Brasileira A 2006-07 classificou sua equipe para próxima fase da Superliga, terminando na sexta posição. Renovou o contrato com  o mesmo, este  utilizou o nome-fantasia: Pinheiros/Blausiegel, na temporada 2007-08, quando chegou as semifinais e conquistou mais um bronze na Superliga Brasileira A nesta temporada.Para as competições da temporada 2008-09, Ju foi contratada pela equipe Praia Clube/Futel, onde vestiu a camisa#16  e terminou na nona posição da Superliga Brasileira A.
Por duas temporadas consecutivas defendeu a equipe do Sollys/Osasco sendo vice-campeã paulista  em 2009 e  campeã pela primeira vez na Superliga Brasileira A 2009-10.Na temporada seguinte conquistou o bronze no campeonato paulista de 2010 e  deixou o bicampeonato escapar, terminando com vice-campeonato na Superliga 2010-11.Ju estava na equipe que viajou a Doha para disputar o Campeonato Mundial de Clubes de 2010, chegando a grande final, mas conquistou a medalha de prata
Na temporada 2011-12 defendeu a equipe de São Bernardo e  avançou para fase final da  Superliga Brasileira A 2011-12 e terminou na oitava colocação.Em 2012 Ju pela primeira vez atua em clube estrangeiro, passando a defender o clube da República Tcheca:  VK AGEL Prostějov. Permaneceu neste clube apenas na temporada 2012-13, mas foi uma passagem vitoriosa, pois, além de disputar a Liga dos Campeões da Europa, conquistou o título do Campeonato Tcheco  e da Copa da República Tcheca.
Voltou ao Brasil e despertou o interesse da equipe  Brasília Vôlei para disputar as competições referentes a temporada 2013-14 vestindo a camisa#10 .

## Clubes
| Clube                | País    | De   | Até  |
| Tocantins            | Brasil  | 2000 | 2001 |
| Ecus/ Suzano         | Brasil  | 2002 | 2004 |
| Oi/Macaé             | Brasil  | 2004 | 2006 |
| Pinheiros/Blue Life  | Brasil  | 2006 | 2007 |
| Pinheiros/Blausiegel | Brasil  | 2007 | 2008 |
| Praia Clube/Futel    | Brasil  | 2008 | 2009 |
| Sollys/Osasco        | Brasil  | 2009 | 2011 |
| São Bernardo         | Brasil  | 2011 | 2012 |
| VK AGEL Prostějov    | Chéquia | 2012 | 2013 |
| Brasília Vôlei       | Brasil  | 2013 | 2014 |

## Títulos e Resultados
- 2003-04- 9º Lugar da Superliga Brasileira A[2]
- 2004-05- 9º Lugar da Superliga Brasileira A[2]
- 2005-06- 3º Lugar da Superliga Brasileira A[2]
- 2006-07- 6º Lugar da Superliga Brasileira A[2]
- 2007-08- 3º Lugar da Superliga Brasileira A[2]
- 2008-09- 9º Lugar da Superliga Brasileira A
- 2009-Campeã do Campeonato Paulista
- 2010- 3º Lugar do Campeonato Paulista
- 2009-10- Campeã da Superliga Brasileira A[4]
- 2010-11- Vice-campeã da Superliga Brasileira A[4]
- 2012-13- Campeã da Liga A Tcheca[4]
- 2013-Campeã da Copa da República Tcheca[4]

## Ligações Externas
- FIVB- Profile Juliana Gomes (en)